# Tour de França de 1969
L'edició del Tour de França 1969 es tornà a córrer per equips de marques en lloc dels equips nacionals que ho havien estat fent fins aleshores. Aquesta ha estat una constant a partir de llavors i fins a l'actualitat. A la sortida a Roubaix prengueren part 13 equips, de 10 ciclistes cadascun.
Aquest fou el primer dels cinc Tour de França guanyats per Eddy Merckx, el qual realitza la proesa, en la seva primera participació en el Tour, de guanyar al mateix temps la classificació individual (mallot groc), la classificació per punts (samarreta verda), la classificació del millor escalador i la classificació per equips amb el seu equip Faema, l'única que acabà amb tots els corredors al final de la cursat. També guanyà la combativitat i el premi als menors de 25 anys.
Eddy Merckx, desqualificat per dopatge al Giro d'Itàlia, es beneficia d'una rebaixa de la pena, cosa que li permet prendre la sortida al Tour. Avançat en el pròleg per Rudi Altig, Merckx aconseguirà el seu primer mallot groc després de la contra-rellotge per equips. Prendrà un avantatge important durant la sisena etapa, amb final al Ballon d'Alsace, i ja no deixarà el mallot groc, augmentant gradualment el temps respecte al segon classificat. A la 17a etapa, amb final a Mourenx, Merckx finalitzarà amb èxit una escapada en solitari de 140 km, doblant la distància respecte al segon classificat.
Destaca també la victòria aconseguida per Pierre Matignon, fanalet vermell en aquell moment, a la 20a etapa amb final al Puy de Dôme.

## Resultats

### Classificació general
| Classificació General                 | Classificació General | Classificació General | Classificació General |
| ------------------------------------- | --------------------- | --------------------- | --------------------- |
| 1.                                    | Eddy Merckx           | Bèlgica               | 116h 16' 02"          |
| 2.                                    | Roger Pingeon         | França                | a 17' 54"             |
| 3.                                    | Raymond Poulidor      | França                | a 22' 13"             |
| 4.                                    | Felice Gimondi        | Itàlia                | a 29' 24"             |
| 5.                                    | Andrés Gandarias      | Espanya               | a 33' 04"             |
| 6.                                    | Marinus Wagtmans      | Països Baixos         | a 33' 57"             |
| 7.                                    | Pierfranco Vianelli   | Itàlia                | a 42' 40"             |
| 8.                                    | Joaquim Agostinho     | Portugal              | a 51' 24"             |
| 9.                                    | Désiré Letort         | França                | a 51' 41"             |
| 10.                                   | Jan Janssen           | Països Baixos         | a 52' 56"             |
| 130 participats, 86 acabaren la cursa |                       |                       |                       |

### Gran Premi de la Muntanya
| 1r | Eddy Merckx    | 155 pts |
| 2n | Roger Pingeon  | 94 pts  |
| 3r | Joaquim Galera | 80 pts  |

### Classificació de la Regularitat
| 1r | Eddy Merckx      | 244 pts |
| 2n | Jan Janssen      | 149 pts |
| 3r | Marinus Wagtmans | 136 pts |

### Classificació per equips
| 1r | Faema |

### Classificació de la combinada
| 1r | Eddy Merckx |

### Etapes
| Etapa   | Data         | Recorregut                              | km         | Guanyador           | Líder          |
| Pròleg  | 28 de juny   | Roubaix                                 | 10,4 (CRI) | Rudi Altig          | Rudi Altig     |
| 1a (a)  | 29 de juny   | Roubaix-Woluwe-Saint-Pierre             | 147        | Marino Basso        | Rudi Altig     |
| 1a (b)  | 29 de juny   | Woluwe-Saint-Pierre-Woluwe-Saint-Pierre | 16 (CRE)   | Faema               | Eddy Merckx    |
| 2a      | 30 de juny   | Woluwe-Saint-Pierre-Maastricht          | 181.5      | Julien Stevens      | Julien Stevens |
| 3a      | 1 de juliol  | Maastricht-Charleville-Mézières         | 213,5      | Eric Leman          | Julien Stevens |
| 4a      | 2 de juliol  | Charleville-Mézières-Nancy              | 214        | Rik van Looy        | Julien Stevens |
| 5a      | 3 de juliol  | Nancy-Mülhausen                         | 193,5      | Joaquim Agostinho   | Désiré Letort  |
| 6a      | 4 de juliol  | Mülhausen-Ballon d'Alsace               | 133,5      | Eddy Merckx         | Eddy Merckx    |
| 7a      | 5 de juliol  | Belfort-Divonne-les-Bains               | 241        | Mariano Díaz        | Eddy Merckx    |
| 8a (a)  | 6 de juliol  | Divonne-les-Bains-Divonne-les-Bains     | 9 (CRI)    | Eddy Merckx         | Eddy Merckx    |
| 8a (b)  | 6 de juliol  | Divonne-les-Bains-Thonon-les-Bains      | 136.5      | Michele Dancelli    | Eddy Merckx    |
| 9a      | 7 de juliol  | Thonon-les-Bains-Chamonix               | 111        | Roger Pingeon       | Eddy Merckx    |
| 10a     | 8 de juliol  | Chamonix-Briançon                       | 220.5      | Herman Van Springel | Eddy Merckx    |
| 11a     | 9 de juliol  | Briançon-Digne-les-Bains                | 198        | Eddy Merckx         | Eddy Merckx    |
| 12a     | 10 de juliol | Digne-les-Bains-Aubagne                 | 161,5      | Felice Gimondi      | Eddy Merckx    |
| 13a     | 11 de juliol | Aubagne-La Grande Motte                 | 195,5      | Guido Reybrouck     | Eddy Merckx    |
| 14a     | 12 de juliol | La Grande Motte-Revel                   | 234,5      | Joaquim Agostinho   | Eddy Merckx    |
| 15a     | 13 de juliol | Revel-Revel                             | 18,5 (CRI) | Eddy Merckx         | Eddy Merckx    |
| 16a     | 14 de juliol | Castellnou d'Arri-Luchon                | 199        | Raymond Delisle     | Eddy Merckx    |
| 17a     | 15 de juliol | Luchon-Mourenx                          | 214,5      | Eddy Merckx         | Eddy Merckx    |
| 18a     | 16 de juliol | Mourenx-Bordeus                         | 201        | Barry Hoban         | Eddy Merckx    |
| 19a     | 17 de juliol | Bordeus-Brive-la-Gaillarde              | 192,5      | Barry Hoban         | Eddy Merckx    |
| 20a     | 18 de juliol | Brive-la-Gaillarde-Puy de Dôme          | 198        | Pierre Matignon     | Eddy Merckx    |
| 21a     | 19 de juliol | Clarmont d'Alvèrnia-Montargis           | 329,5      | Herman Van Springel | Eddy Merckx    |
| 22a (a) | 20 de juliol | Montargis-Créteil                       | 111,5      | Jozef Spruyt        | Eddy Merckx    |
| 22a (b) | 20 de juliol | Créteil-París                           | 37 (CRI)   | Eddy Merckx         | Eddy Merckx    |